# Bruinbuikheremietkolibrie
De bruinbuikheremietkolibrie (Phaethornis subochraceus) is een vogel uit de familie Trochilidae (kolibries).

## Verspreiding en leefgebied
Deze soort komt voor van centraal Bolivia tot zuidwestelijk Brazilië.